# Jerzy Dietl
Jerzy Dietl (ur. 28 kwietnia 1927 w Inowrocławiu, zm. 23 lutego 2021) – polski ekonomista, profesor nauk ekonomicznych, senator I kadencji.

## Życiorys
Studia wyższe ukończył w 1950 na Akademii Handlowej w Poznaniu. Doktorat i habilitację uzyskał w Szkole Głównej Planowania i Statystyki. W 1971 otrzymał nominację profesorską.
Przez wiele lat pracował na Wydziale Zarządzania Uniwersytetu Łódzkiego, na którym utworzył Katedrę Zarządzania. Wykładał także m.in. w Wyższej Szkole Biznesu – National-Louis University w Nowym Sączu. Jako autor, współautor lub redaktor opublikował kilkaset prac naukowych.
W 1980 wstąpił do „Solidarności”. W 1989 uczestniczył w obradach Okrągłego Stołu w podzespole do spraw rolnictwa. W latach 1989–1991 sprawował mandat senatora I kadencji wybranego w województwie łódzkim z rekomendacji Komitetu Obywatelskiego. W 2005 był w regionalnym komitecie honorowym Donalda Tuska, w 2010 publicznie poparł Bronisława Komorowskiego. Pełnił też funkcję prezesa zarządu Fundacji Edukacyjnej Przedsiębiorczości.
Pochowany na cmentarzu Junikowo w Poznaniu.

## Odznaczenia i wyróżnienia
Odznaczony m.in. Krzyżem Komandorskim z Gwiazdą Orderu Odrodzenia Polski (2001). W 2015 otrzymał tytuł doktora honoris causa Akademii Leona Koźmińskiego w Warszawie.

## Życie prywatne
Był synem Bronisława Dietla (1878–1952) i Anieli Znanieckiej (1900–2005), a także ojcem Tomasza Dietla.

## Publikacje
- Badania marketingowe (współautor), 1976.
- Badanie rynku w przedsiębiorstwach handlu detalicznego (współautor), 1978.
- Efektywna ekonomicznie i społecznie integracja ogniw produkcji i obrotu towarowego, 1976.
- Ekonomiczne i organizacyjne bariery utrudniające współpracę jednostek przemysłowych i handlowych, 1973.
- Ekonomika i organizacja gastronomii (współautor), 1975.
- Ekonomika i zarządzanie małą firmą (współautor), 1999.
- Handel we współczesnej gospodarce: instytucje, organizacja, technologia, strategia, 1991.
- Marketing, 1975.
- Rynek płodów ogrodniczych w regionie łódzkim (współautor), 1975.
- Usługi produkcyjne dla rolnictwa na przykładzie województwa opolskiego (współautor), 1977.
- Wpływ otoczenia rynkowego i instytucjonalnego na zachowanie się indywidualnych rolników (współautor), 1991.
- Wyzwania marketingowe wobec przedsiębiorstw przyszłości w Polsce (współautor), 2005.
- Wyzwania XXI wieku dla konkurencyjności polskich przedsiębiorstw, 2000.